# Roland Kickinger
Roland Kickinger (né le 30 mars 1968 à Vienne, en Autriche) est un acteur et culturiste. Il a fait des compétitions de musculation et est apparu dans des magazines de Fitness.

## Biographie
Il est le fils d'une secrétaire et d'un responsable de chemins de fer fédéraux autrichiens Kickinger.
C'est en 1998 que Roland Kickinger joua pour la première fois dans un film avec le film L'Arme fatale 4 dans le rôle d'un policier dans les couloirs des douches, puis dans Martelage (1999) et The Closer : L.A. enquêtes prioritaires (2006).
Mais c'est en 2005 que Kickinger obtient un premier rôle dans un film en interprétant Arnold Schwarzenegger dans See arnold run (une biographie d'Arnold Schwarzenegger), le rendant connu. Il a également joué dans la série télévisée Son of the Beach qui est une parodie de Alerte à Malibu. Il a interprété un T-800 dans Terminator Renaissance en 2009, son visage étant retouché numériquement pour ressembler le plus possible à Arnold Schwarzenegger jeune.
En 2008, il joue dans la parodie de super héros Disaster movie où il interprète Hulk. Il apparaît dans le film tamoul Peranmai, où il incarne le rôle d'Anderson, un soldat américain.

## Filmographie
Sauf indication contraire, les informations mentionnées dans cette section peuvent être confirmées par la base de données cinématographiques IMDb,  présente dans la section « Liens externes ».

### Cinéma
- 1998 : L'Arme fatale 4 de Richard Donner : un Policier dans les couloirs des vestiaires
- 1998 : An Eye for Talent (court métrage) de Nick James : le portier (non confirmé)
- 1999 : 15 minutes (court métrage) de Mark F. Schwartz : un Autrichien
- 2001 : Skippy de Dionysius Zervos : un culturiste
- 2002 : Shoot or Be Shot (en) de J. Randall Argue : Sven
- 2005 : Candy Paint (court métrage) de Andrew Waller : Moe Petrowski
- 2008 : Film catastrophe (Disaster Movie) de Jason Friedberg et Aaron Seltzer : Hulk
- 2009 : Terminator Renaissance de McG : T-800
- 2009 : Peranmai (en) de S.P. Jhananathan, N. Kalyanakrishnan et V. Yokaanand  : Anderson
- 2010 : Raven de Gregori J. Martin : John Salem
- 2011 : Alone (court métrage) de Benjamin Howdeshell : Greene
- 2012 : Blow Me (court métrage) de Silver Tree : ?
- 2021 : Fourth Grade de Marcelo Galvão : Ronnie Adams

### Télévision

#### Séries télévisées
- 1997 : La fille de l'équipe (en) (Hang Time) : un culturiste (saison 3, épisode 2)
- 1997-1998 : Nom de code : TKR (Team Knight Rider) : Roland  (saison 1, épisode 9 et 22)
- 1998 : The Secret Diary of Desmond Pfeiffer (en) : Lars (saison 1, épisode 3)
- 1999 : Caroline in the City : Lars (saison 4, épisode 12)
- 1999 : Papa bricole (Home Improvement) : Dolph Schnetterling (saison 8, épisode 18)
- 1999-2000 : Shasta : Buff Dennis / Big Weightlifter (saison 1, épisode 5 et 12)
- 2000-2002 : Son of the Beach (Chip Rommel) : Chip Rommel (42 épisodes)
- 2003 : Un gars du Queens (The King of Queens) : Vin (saison 6, épisode 6), (non crédité)
- 2004 : The Help (en) : Adolf (saison 1, épisode 2)
- 2005-2006 : Allie Singer (Unfabulous) : Sven (saison 2, épisode 8, 12 et 13)
- 2006 : The Closer : L.A. enquêtes prioritaires : Hoyt (saison 2, épisode 6)
- 2009 : According to Jim : Sven (saison 8, épisode 12)
- 2010 : Chuck : garde de sécurité (saison 4, épisode 6)
- 2015 : Big Time in Hollywood, FL (en) : fake Alan (saison 1, épisode 8)
- 2021 : Knight's End : Wutan (saison 1, épisode 4 et 5)

#### Téléfilms
- 1999 : Gone to Maui de Robert C. Thompson : Schulz
- 2005 : See Arnold Run (en) de J.B. Rogers : Arnold Schwarzenegger jeune
- 2006 : Against Type de Dave Shelton : Jake Stackley
- 2008 : Le prix du sang (en) de David Jackson : le forain
- 2011 : The Program de Michael Petrone : Cilas
- 2018 : Un mariage plus que parfait (Groomzilla) de Bradford May : Ox